# ジョセフ・J・ウルセマル

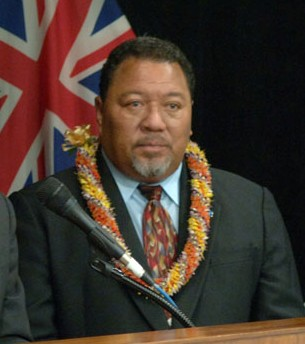
ジョセフ・J・ウルセマル

ジョセフ・J・ウルセマル（Joseph J. Urusemal、1952年5月19日 - ）は、ミクロネシア連邦の第6代大統領。1987年に連邦議会（国会）議員に初当選した後、政治家としてのキャリアを積み、2003年5月11日から2007年5月11日まで大統領を務めた。ヤップ州出身。
| スタブアイコン | サブスタブ | この項目は、まだ閲覧者の調べものの参照としては役立たない、人物に関連した書きかけの項目です。この項目を加筆・訂正などしてくださる協力者を求めています（P:人物伝/PJ:人物伝）。 |